# Ковылин, Владимир Александрович
Владимир Александрович Ковылин (12 июля 1954, Мурманск) — советский футболист и российский футбольный тренер.

## Биография

### Игровая карьера
Родился в Мурманске, но является воспитанником тамбовского футбола. Заниматься футболом начал вслед за своим братом Михаилом, вместе с которым играл за местный «Строитель» в чемпионате области. На уровне команд мастеров дебютировал в 1974 году в составе тамбовского клуба «Ревтруд» из второй лиги СССР, за который в дебютный сезон сыграл 11 матчей. По ходу сезона 1976 перешёл в клуб первой лиги «Рубин» Казань, где провёл 14 матчей. Летом следующего года Ковылин вернулся в «Ревтруд». В 1980 году он перешёл в липецкий «Металлург», также выступавший во второй лиге, и в том сезоне стал лучшим бомбардиром команды, но уже спустя год снова вернулся в «Ревтруд» (переименованный к тому времени в «Спартак»), где выступал до 1986 года (с перерывом на сезон 1985). В 1987 году был игроком любительского клуба «Авангард» Тамбов, после чего завершил игровую карьеру.

### Тренерская карьера
Тренерскую карьеру Ковылин также начал в «Спартаке» в 1988 году. В 1991 году он стал главным тренером клуба, которым руководил около 15 лет. В 2004 году был признан лучшим тренером зоны «Центр» второго дивизиона, при том, что его команда заняла лишь 8-е место. Под руководством Ковылина в «Спартаке» сделали свои первые шаги в профессиональном футболе будущие игроки сборной России Юрий Жирков, Дмитрий Сычёв, Александр Шешуков и некоторые другие известные футболисты. В 2007 году он возглавил клуб «Рязань», с которым занял 4 место в лиге в том же сезоне, но покинул команду в 2008 году. В 2009 вновь возглавил тамбовский «Спартак», с которым продолжал работать вплоть до расформировании команды. В 2014 году возглавил любительский клуб «Академия Футбола».

## Достижения

### Командные
«Спартак» Тамбов
- Победитель третьей лиги ПФЛ (5 зона): 1996

### Личные
- Лучший тренер второго дивизиона ПФЛ (зона «Центр»): 2004
- Премия Тамбовской области имени Всеволода Боброва: 2014 (вручается за заслуги в развитии физкультуры и спорта, учебно-тренировочной деятельности и совершенствование системы физического воспитания населения)[3]

## Семья
Старший брат Михаил (р. 16 мая 1948) также был футболистом. Начинал играть в футбол вместе с братом за тамбовский «Строитель» в чемпионате области. Единственный сезон на уровне команд мастеров провёл в 1978 году в составе тамбовского «Спартака», за который забил 1 гол. В 1990-е годы стал футбольным функционером. В 1992 году вошёл в тренерский штаб своего брата в тамбовском «Спартаке». С 1994 по 2006 год был начальником команды. В 2008 году ненадолго стал администратором ФК «Рязань», а затем вместе с братом вернулся в «Спартак», где продолжил работу начальником команды. С 2011 года был селекционером клуба.